# Майкл Дорн
Майкл Дорн (англ. Michael Dorn; народ. 9 грудня 1952) — американський актор, найбільш відомий роллю клінгона Ворфа у телевізійних серіалах Зоряний шлях: Наступне покоління, Зоряний шлях: Глибокий космос 9 та фільмах.

## Фільмографія
1. 1991 — Зоряний шлях VI: Невідкрита країна
2. 1994 — Зоряний шлях VII: Покоління
3. 1995 — Аманда та інопланетянин
4. 1996 — Зоряний шлях VIII: Перший контакт
5. 1998 — Зоряний шлях IX: Повстання
6. 2002 — Контракт Санта-Клауса 2
7. 2005 — Ударна хвиля
8. 2005 — Експедиція у пекло
9. 2010 — Bionicle: Відродження легенди — Мата Нуі (озвучка)

## Озвучування комп'ютерних ігор
1998 — Fallout 2 — Маркус, Френк Хорріган
Mass Effect 2 — Гататог Увенк
Fallout: New Vegas — Маркус
Saints Row 2 — Маеро
Saints Row IV — Маеро